# Йогансеніт
Йогансеніт (рос. йохансенит; англ. johannsenite; нім. Johannsenit m) –мінерал, силікат кальцію та магнію, група піроксенів.

## Етимологія та історія
Названий на честь Альберта Йохансена, петролога, професора Чиказького університету. (Waldemar Theodor Schalle, 1938).

## Загальний опис
Хімічна формула: 4[Ca, Mn, Si2O6]. Mn може заміщатися Fe2+.
Сингонія моноклінна. Зустрічається у вигляді стовпчастих та радіально-променевих агрегатів.
Блиск скляний.
Твердість 6.
Густина 3,44-3,55.
Колір від червоного до сіруватого та зеленого.
Риска безбарвна.
Знаходять в асоціації з бустанітом і родонітом.
Зустрічається в зоні метасоматично змінених вапняків. Рідкісний. Відомий у Японії (префектури Фукуі та Окаяма), в Мексиці в районах Пуебло та Ідальго, в США (штати Нью-Мехіко та Нью-Джерсі).

## Різновиди
Розрізняють: йогансеніт залізистий (відміна йогансеніту, яка містить до 10 % FeO).